# Livet runt trettio
Livet runt trettio ("thirtysomething") var en amerikansk dramaserie som sändes i 85 avsnitt mellan 1987 och 1991 i amerikansk TV. För svenska tittare hade serien premiär på TV3 den 22 januari 1989.
Serien skapades av Marshall Herskovitz och Edward Zwick och handlade om ett gift par och deras vänkrets som alla var i just trettioårsåldern och bodde i Philadelphia, Pennsylvania.
De två kompisarna Michael och Elliot arbetade i reklambranschen, först i en egen firma och senare som anställda. Michaels fru Hope var författare. Elliot var gift med Nancy som drabbades av cancer. Melissa var Michaels kusin och jobbade som fotograf och fick bl.a. fota Carly Simon för tidningen Vanity Fair. Ellyn jobbade i den kommunala byråkratin och Gary var professor i engelska.

## Rollista
- Ken Olin - Michael Steadman
- Mel Harris - Hope Murdoch Steadman
- Timothy Busfield - Elliot Weston
- Patricia Wettig - Nancy Krieger Weston
- Luke Rossi - Ethan Weston
- Melanie Mayron - Melissa Steadman
- Polly Draper - Ellyn Warren
- Peter Horton - Gary Shepherd